# Highland Records
Highland Records war ein kalifornisches Plattenlabel, das zwischen 1959 und etwa 1969 über 80 Singles vor allem im Bereich des Soul, aber auch im späten Rockabilly veröffentlichte. Das Label gehörte zum Medienunternehmen Malynn Enterprises und wurde von West Pico Merchandising vertrieben.

Larry Bright auf Highland 1052

Die bekanntesten Künstler des Labels waren Larry Atkins, The Penetrations, Soul Patrol, Bobby Montgomery, Mike and the Sensations, Larry Bright, Johnny Guitar Watson und Kell Osborne mit seinem Hit Law Against a Heartbreaker. Nur wenige Künstler waren enger mit dem Label assoziiert und veröffentlichten mehr als eine Single, darunter Mike and the Sensations, Al Casey sowie Rosie and the Originals. Letztere hatte 1960 mit Angel Baby einen Nummer-fünf-Hit in den amerikanischen Charts und half dadurch, dass junge Label in seiner Anfangszeit zu finanzieren. Als Independent-Label bevorzugte Highland die Zusammenarbeit mit unabhängigen Produzenten, die ihre Masterbänder an Highland zur Veröffentlichung lizenzierten. Verträge mit Künstlern wurden offenbar nicht geschlossen.
Einige des Singles erschienen mehrmals als Wiederausgabe in unterschiedlicher Farbgebung. Auch die Firma Oldies Music of Hollywood gab eine Reihe der Highland-Ausgaben erneut auf den Markt.